# Gorgythion (bướm)
Gorgythion là một chi bướm ngày thuộc họ Bướm nâu.

## Các loài
- Gorgythion alcandra
- Gorgythion begga
- Gorgythion beggina
- Gorgythion beggoides
- Gorgythion canda
- Gorgythion chacona
- Gorgythion escalophoides
- Gorgythion marginata
- Gorgythion plautia
- Gorgythion pyralina
- Gorgythion tucumana
- Gorgythion vox